# Coca (Piura)
Coca es un caserío peruano ubicado en el distrito de Yamango, perteneciente a la provincia de Morropón del departamento de Piura, al norte del Perú. 

## Ubicación
Coca se ubica al noreste de la provincia de Morropón, en el distrito de Yamango, en el departamento de Piura.

## Demografía
En 2017 Coca tenía una población de 209 habitantes.
| Gráfica de evolución demográfica de Coca entre 1993 y 2017 |
|                                                            |
| Fuentes: Población 1993 y 2017                             |